# Croy (North Lanarkshire)
Croy is een dorp in Schotland, 21 kilometer ten oosten van Glasgow. De plaats ligt in North Lanarkshire, direct ten noorden van de new town Cumbernauld en ten zuiden van Kilsyth.
Croy ligt aan de Glasgow to Edinburgh via Falkirk Line en de Croy Line; station Croy heeft een belangrijke regiofunctie waardoor het een van de drukste stations van de Central Belt is. Via deze spoorlijn is Croy verbonden met Glasgow, Edinburgh, Falkirk en Stirling
Ten noorden van Croy ligt de heuvel Croy Hill. Hier zijn restanten van de Muur van Antoninus te vinden, die door de Romeinen werd gebouwd tussen 142 en 144 na Chr. Deze restanten zijn onder andere van een fort en twee communicatieplatformen. Het huidige Croy is het resultaat van de opening van een koolmijn in de negentiende eeuw, wat vele Ierse immigranten aantrok, wat ook tot een rooms-katholieke gemeenschap in het dorp heeft geleid. 